# 方六枪虫
方六枪虫（学名：Hexacontium quadratum）为三轴球虫科六枪虫属的动物。在中国，分布于西沙群岛、东海大陆架等。